# Mirjaveh
Mirjaveh (persiska: میرجاوه) är en stad i Iran. Den ligger i provinsen Sistan och Baluchistan, i den sydöstra delen av landet, nära gränsen till Pakistan. Mirjaveh ligger 852 meter över havet. Staden är administrativt centrum för delprovinsen (shahrestan) Mirjaveh.